# Acantholyda hieroglyphica
Acantholyda hieroglyphica é uma espécie de inseto himenóptero, mais especificamente de moscas-serra pertencente à família Pamphiliidae.
A autoridade científica da espécie é Christ, tendo sido descrita no ano de 1791.
Trata-se de uma espécie presente no território português.